# Scotch Corner

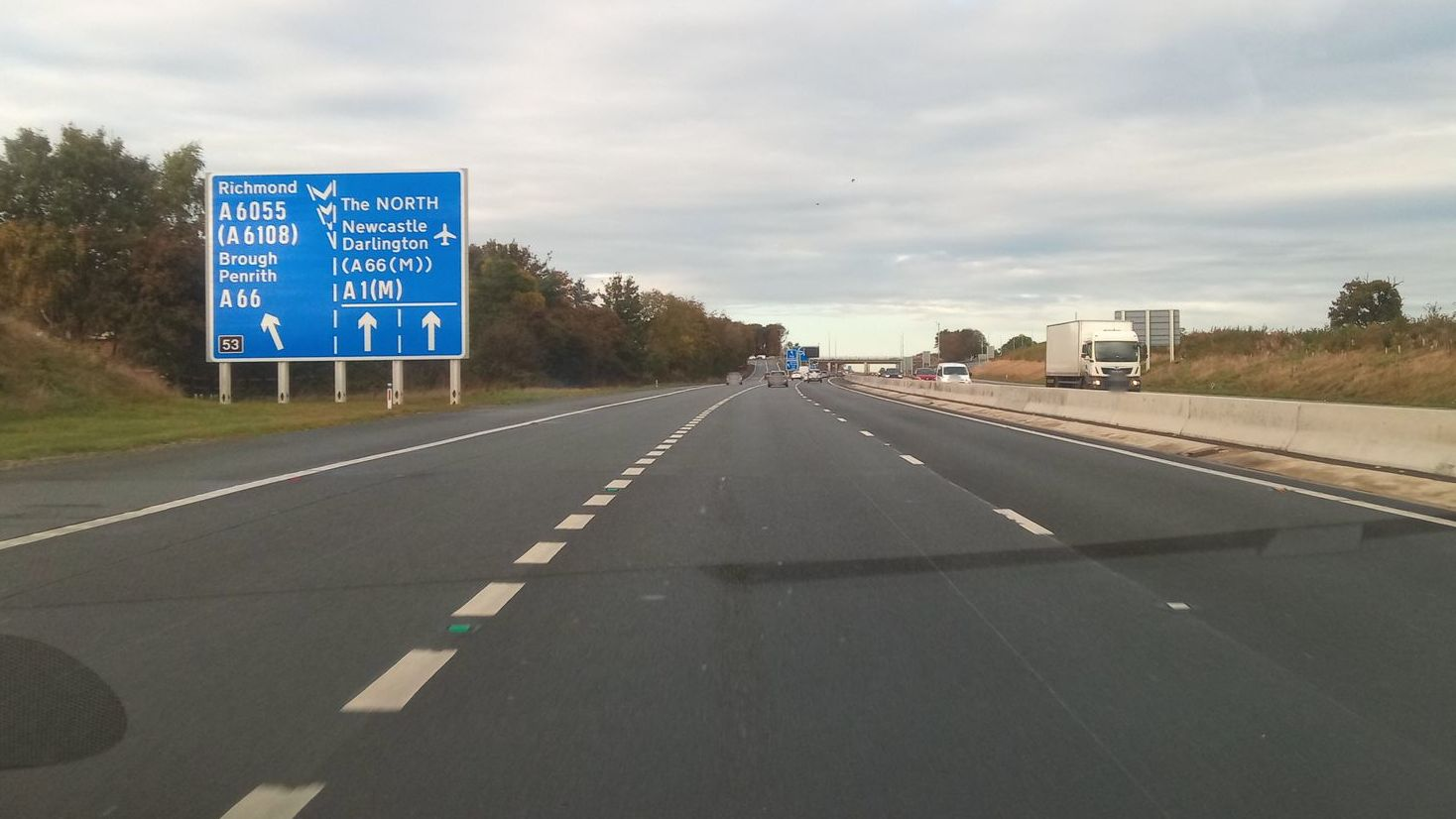
Die A1(M) in Nordrichtung bei Scotch Corner

Scotch Corner ist ein bedeutender Fernstraßenknoten in Nordengland.

## Verkehrsbedeutung
Bei Scotch Corner zweigt, von Süden gesehen, die A66 von der A1 ab. Da die A1 die wichtigste Straßenverbindung von Süden nach Edinburgh darstellt, die A66 dagegen nach Penrith führt, wo mit der M6 die wichtigste Verkehrsader in den Nordwesten erreicht wird, trennen sich hier die Verkehrsströme von England nach West- beziehungsweise Ost-Schottland. Daher hat der Knoten auch seinen Namen, der auf Deutsch „Schottische Ecke“ bedeutet.
Scotch Corner wird selbst an der Dutzende Kilometer entfernten M6 als Fahrtziel aufgeführt. Metaphorisch wird es auch als „das neue Tor nach Cumbria, dem Nordosten und Schottland“ bezeichnet ("the modern gateway to Cumbria, the North East and Scotland").
Außer der A1 und der A66 treffen bei Scotch Corner noch die A6108 nach Richmond und eine regionale Straße ins benachbarte Dorf Middleton Tyas ein.

## Ausbau
Die A1, hier seit März 2018 als Autobahn A1(M) mit zwei Fahrspuren pro Richtung ausgebaut, passiert den Knoten kreuzungsfrei. Alle anderen Straßen sind über einen großen, ampelgeregelten Kreisverkehr angebunden, der auf zwei Brückenbauwerken über die A1 gebaut ist.
Nordöstlich des Kreisels befindet sich eine Tank- und Rastanlage, südwestlich liegen ein Hotel, ein Campingplatz und eine Autowerkstatt. Eine Siedlung hat sich um Scotch Corner in der Neuzeit nicht entwickelt.

## Geschichte
Bei den Ausbauarbeiten der A1 auf Autobahnstatus (2015 bis 2018) wurden etliche Relikte der Römerzeit gefunden sowie Hinweise darauf, dass sich damals bei Scotch Corner eine bedeutende Ansiedlung befand.